# Maureen Mmadu
Maureen Mmadu, née le 7 mai 1975 à Onitsha, est une footballeuse internationale nigériane jouant au poste de milieu de terrain, devenue ensuite entraîneur.

## Biographie
Comme joueuse, elle passe une grande partie de sa carrière avec l'équipe d'Avaldsnes IL, en première division norvégienne. 
Elle joue 101 matches avec l'équipe nationale du Nigeria, ce qui fait d'elle l'internationale nigériane la plus capée. 
Elle participe à quatre Coupes du monde (1995, 1999, 2003 et 2007), ainsi qu'aux Jeux olympiques de 2000 et de 2004. 
Elle joue sept matchs en Coupe du monde, et cinq matchs lors des Jeux olympiques. Elle inscrit un but lors des Jeux olympiques, atteignant les quarts de finale de cette compétition en 2004. Elle marque neuf buts lors des éliminatoires des Coupes du monde.